# Tvrdé palice
Tvrdé palice jsou komická jednoaktová opera českého skladatele Antonína Dvořáka na libreto českého dramatika Josefa Štolby. Byly napsány roku 1874 jako v pořadí třetí Dvořákova opera, premiéru měly až 2. října 1881 v Novém českém divadle v Praze.

## Vznik a historie díla
Dvořák dostal libreto ke komické jednoaktovce z venkovského prostředí od osvědčeného divadelního praktika Josefa Štolby již počátkem 70. let, odložil je však, neboť neodpovídalo jeho tehdejšímu patetickému wagnerovskému slohu, o kterém svědčí Alfred (1870) a první verze Krále a uhlíře (1871). Koncem roku 1874 však právě činil poslední úpravy ke druhému znění Krále a uhlíře, ve kterém poprvé s vervou použil lidové komické prvky, a svou momentální překypující inspiraci v tomto žánru vtělil do odsunutého Štolbova libreta. Hudba vznikala mezi 4. říjnem a 24. prosincem 1874; současně dokončoval Dvořák předehru ke Králi a uhlíři a zažil jeho příznivé přijetí.
Libreto Josefa Štolby bylo — jako ostatně většina Dvořákových libret — kritizováno, je však přes veškerou prostoduchost a přímočarost děje i přes nepoetický jazyk jevištně působivé. Štolba byl autorem především konverzačních komedií, a proto mezi celkem 16 výstupy opery převažují dialogy mezi jednotlivými postavami příběhu. Předepsáno je jen málo krátkých sólových výstupů, spíše ariet než árií, rovněž sbor se uplatní jen dvakrát na konci děje. Námět vychází ze stejné atmosféry jako Prodaná nevěsta, která se ve své době stala prototypem české lidové opery a vzorem pro řadu pozdějších libret, přesto ale není tak odvozený jako například Dvořákův pozdější Šelma sedlák. Energickým postavám hlavního mileneckého páru Toníka a Lenky, přinejmenším stejně nesentimentálním jako Jeník a Mařenka, stojí po boku neméně dobře načrtnuté postavy jejich rodičů. Nezbytný dohazovač, kmotr Řeřicha, je tentokrát kladnou postavou, který zápletku vyřeší svým důvtipem.
Tvrdé palice jsou jediným Štolbovým libretem. Později, po úspěšném uvedení opery roku 1881, jej Dvořák ihned žádal o novou komickou předlohu, Štolba však jeho žádost z finančních důvodů odmítl.
Dvořák Štolbovo libreto zhudebnil velmi přiléhavě. Tvrdé palice jsou jako první česká komická opera plně prokomponovány, tj. bez mluvených dialogů i secco recitativů. Tato důsledná prokomponovanost i skutečnost, že zpěvní hlasy často vycházejí z melodie vedené orchestrem, poukazují na přetrvávající vliv Richarda Wagnera, zatímco celková lehkost zhudebnění upomíná na komické opery Mozartovy nebo francouzských autorů. Smetanův vliv je naopak málo patrný, spíše jen v obecném přístupu k látce, čímž se Tvrdé palice odlišovaly od řady soudobých napodobenin Prodané nevěsty. Otakar Šourek hovoří o „geniální svěžesti projevu“ a o „srdečné prostotě výrazu, roztomile laškovném tónu v melodice a velmi graciézní, nevyčerpatelně vtipné a jiskřivé rytmice“. Skladatel se musel vypořádat se skutečností, že řada situací se zrcadlově opakuje: pestrosti dosáhl zejména zdařilou, byť zkratkovitou charakterizací jednotlivých postav. Převážně dialogický charakter děje slouží k udržení živého spádu, který vrcholí v obou sborových scénách oddělených barvitým i lyrickým duetem Toníka a Lenky.

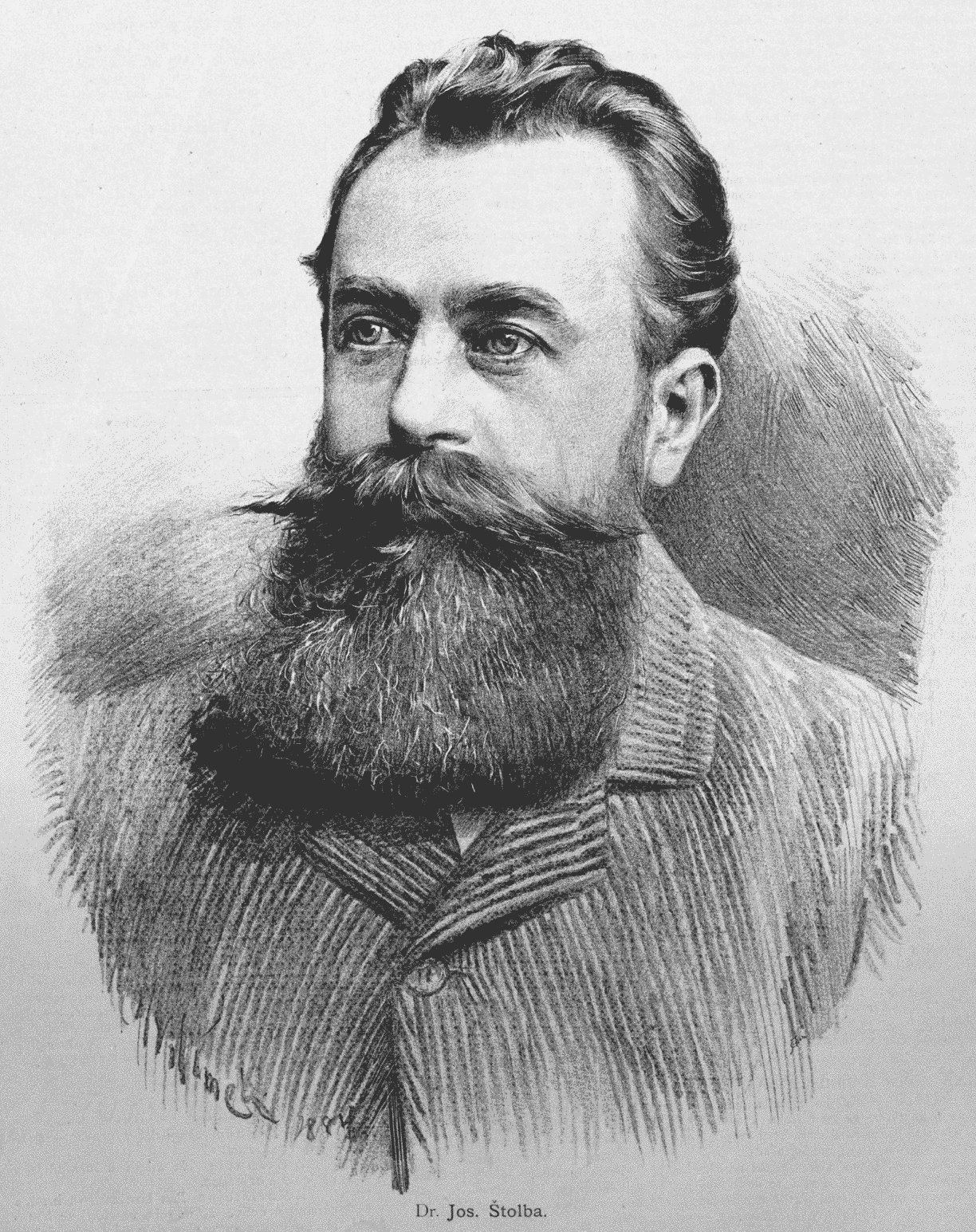
Josef Štolba, libretista Tvrdých palic. Kresba Jana Vilímka.

Opera Tvrdé palice nese opusové číslo 17, v Burghauserově katalogu je zanesena jako B46.
Dvořák zadal Tvrdé palice ihned Prozatímnímu divadlu, to je však překvapivě odložilo přes úspěch Krále a uhlíře. Jako důvod byla uváděna neoblíbenost operních aktovek. Teprve po uvedení Vandy (1876) a Šelmy sedláka (1878) a poté, co se Dvořák stal známým na mezinárodní scéně, přišla řada i na Tvrdé palice. V roce 1881 již Dvořák vážně jednal o prvním uvedení Tvrdých palic ve vídeňské Dvorské opeře, nakonec se premiéra konala přece jen v Novém českém divadle (letní scéně Prozatímního divadla), a to 2. října 1881. Program večera doplňovala Blodkova aktovka V studni. Dvořákova "nová", byť sedm let stará, opera měla značný úspěch. Po druhém představení byla stažena z repertoáru — na vině byla špatná výprava a také spory o tantiémy — brzy se ale vrátila. Nehrála se sice často, přesto patřila až do roku 1946, kdy byla dávána naposledy, k pravidelnému repertoáru Národního divadla.
I v dalších velkých divadlech se prosazovala postupně, vždy bylo nutné najít vhodné dílo, s nímž by mohla být zkombinována pro vyplnění večera; kombinace s Blodkovou aktovkou byla nejčastější. O to oblíbenější byla v repertoáru amatérských zpěvoherních souborů. Po II. světové válce byla uváděna spíše výjimečně. Rovněž zahraniční inscenace (poprvé roku 1907 v Curychu) zůstaly raritou. Jejímu uvádění je překážkou i neexistence kritické edice partitury.

## Osoby a první obsazení
| osoba                                           | hlasový obor | premiéra (2.10.1881) |
| ----------------------------------------------- | ------------ | -------------------- |
| Vávra, rolník                                   | baryton      | Leopold Stropnický   |
| Toník, jeho syn                                 | tenor        | Antonín Vávra        |
| Říhová, vdova                                   | alt          | Betty Fibichová      |
| Lenka, její dcera                               | soprán       | Helena Frommová      |
| Kmotr Řeřicha                                   | bas          | Karel Čech           |
| Hoši a děvčata ze vsi                           |              |                      |
| Dirigent: Mořic Anger, režisér: František Hynek |              |                      |

## Děj opery
Odehrává se na českém venkově v 70. letech 18. století.
(Sad mezi domy Vávry a Říhové, vzadu vyhlídka na venkovské městečko) Vdovec Vávra a vdova Říhová domlouvají sňatek svých dětí, Vávrovic Toníka a Říhovic Lenky, za přítomnosti kmotra obou mladých lidí, strýčka Řeřichy. Je to z obou stran vhodná partie, nápadníci jsou slušní, zdraví, pohlední a zaopatření, navíc k sobě navzájem chovají sympatie. Kmotr Řeřicha ale rodiče varuje před unáhlenou přezíravostí, s jakou věc domlouvají za zády svých dětí. Toník i Lenka mají tvrdé hlavy, tedy přinejmenším natolik, aby si nenechali do svého životního druha jen tak přidělit. Vávra a Říhová jsou přesvědčeni o své rodičovské autoritě, ale kmotr ví své (árie Nutit Tondu, he, he, he! Nutit Lenku, he, he, he! Znám já dobře kmotry své).
A skutečně, nejprve se pokusí nařídit sňatek Vávra Toníkovi. Ten se mu vysměje; poněkud se zarazí, když se dozví, že chystanou nevěstou má být Lenka, ve svém odporu proti nadiktované svatbě však nepoleví. Obdobně dopadne i Říhová, když se snaží nutit Lenku (Lenčina árie No to bych se podívala).
Kmotr Řeřicha má však plán. Pomalu přesvědčí Lenku, že ji její matka vnucovala Toníka jen na oko a že si ho ve skutečnosti chce vzít sama. Aby předešla komplikacím, potřebovala, aby se ho Lenka sama výslovně zřekla. Lenka si poprvé uvědomuje, že má Toníka ráda (árie Jak jest mi jen?). A obdobnou historku Řeřicha nakuká i Toníkovi: jeho otec prý usiluje o Lenku pro sebe. Toník je rozhořčen (Pantáta Lenku tak aby si vzal).
Toník se potkává s Říhovou, která má zjevně starosti: Lenka se prý totiž plánovanému sňatku zuby nehty brání. Toník (který se domnívá, že jde o sňatek s jeho otcem) z radosti nad touto novinou zmatenou sousedku obejme a políbí. To ale spatří Lenka a vyloží si to jako předzvěst Toníkova sňatku s její matkou. Když ji pak potkává Vávra, svěřuje se mu se svým smutkem a s tím, že je zamilována do jeho syna. Vávra ji láskyplně konejší, tuto kompromitující scénu však zase spatří Toník.
Mezitím se pověst o dvojím sňatku roznesla po vesnici. Sousedé a sousedky se nechápajícím Vávrovi a Říhové za jejich pošetilost vysmívají (Ha, ha! Ha, ha! Aj, sousede, přejem štěstí k radostné té události!), hodlají jim vystrojit kočičinu a dokonce je vyštípat ze vsi. Jak Toník, tak Lenka si zatím vyčítají, že se sami svou tvrdohlavostí připravili o štěstí (duet Ó, já hlupák, hloupý hlupák... Ó, já husa, hloupá husa), a poté, co navzájem vyvrátí svá obvinění, přiznají si poprvé svou lásku.
Všichni se sbíhají, aby byli svědky všeobecného usmíření, které přivodila dobromyslná lest kmotra Řeřichy (finále se sborem Totě podívání na to objímání a arietou Řeřichy Inu byly to jen nevinné pletichy).

## Nahrávky
Existují tři úplné nahrávky Tvrdých palic, dvě historické rozhlasové nahrávky a novodobá studiová, která je jediná komerčně dostupná.
- 1945 (nevydána). Zpívají (Vávra) Teodor Šrubař, (Toník) Oldřich Kovář, (Říhová) Štěpánka Štěpánová, (Lenka) Marie Budíková, (Řeřicha) jaroslav Veverka. Symfonický orchestr pražského rozhlasu a Český pěvecký sbor řídí Otakar Jeremiáš[2]
- 1951 (nevydána, rekonstruována 2003). Zpívají (Vávra) Václav Bednář, (Toník) Antonín Votava, (Říhová) Ludmila Hanzalíková, (Lenka) Štefa Petrová a (Řeřicha) Karel Kalaš. Pražský rozhlasový orchestr a Pěvecký sbor Čs. rozhlasu v Praze řídí František Dyk[3]
- 2003 (vydáno 2004, Supraphon SU 3765-2 631). Zpívají (Vávra) Roman Janál, (Toník) Jaroslav Březina, (Říhová) Jana Sýkorová, (Lenka) Zdena Kloubová, (Řeřicha) Gustáv Beláček. Pražskou komorní filharmonii a Pražský filharmonický sbor řídí Jiří Bělohlávek

## Televizní inscenace
Tvrdé palice byly natočeny v roce 1990 jako televizní inscenace. Text upravil Jiří Joran, režii měl Milan Macků, zpívali (Vávra) Pavel Červinka, (Toník) Miroslav Kopp, (Říhová) Blanka Vítková, (Lenka) Jitka Svobodová a (Řeřicha) Jaroslav Horáček, orchestr Národního divadla v Praze dirigoval Jan Štych.